# Henri Guérard

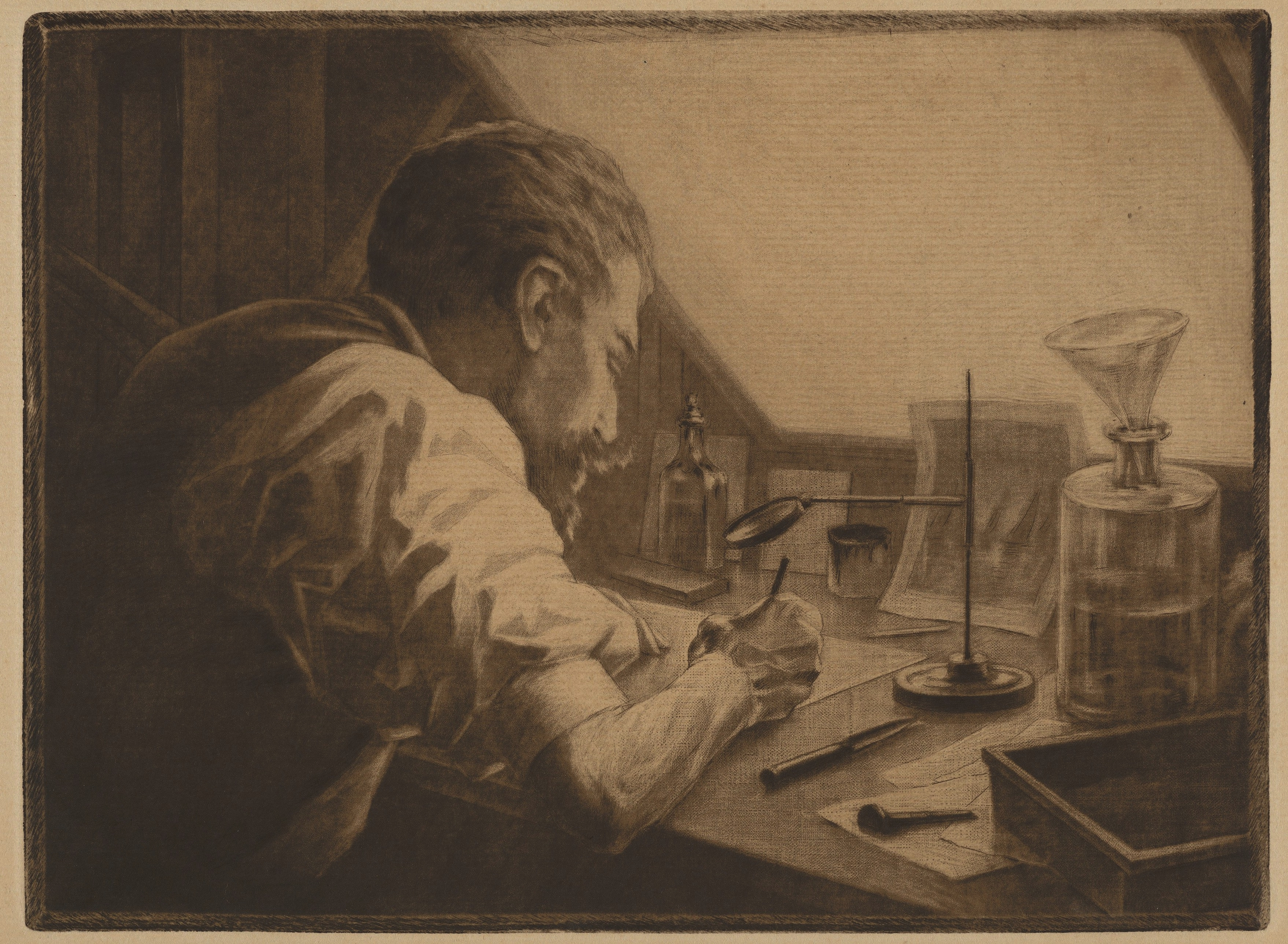
Henri Guérard: Autoportrait entrain de travailler à une gravure, um 1890

Henri Charles Guérard (geboren am 28. April 1846 in Paris; gestorben am 25. März 1897 in Paris) war ein französischer Maler, Grafiker und Kunstkritiker.

## Leben
Henri Guérard kam 1846 als Sohn von Charles-Étienne Guérard und Marie Justine Augustine Ruel de Forge in der Pariser Rue Bourbon Villeneuve (heute Rue d’Aboukir) zur Welt. Nach seinem Militärdienst 1866–1867 begann er zunächst ein Studium der Architektur an der École des Beaux-Arts. Als Autodidakt wandte er sich früh der Grafik zu und erlernte die Zinkätzung. Darüber hinaus studierte er Malerei und weiteren grafischen Techniken beim Genremaler Nicolas Berthon.
1879 heiratete Guérard die Malerin Eva Gonzalès, die Schülerin bei Édouard Manet war. Das Paar lebte in der Pariser Rue Bréda (heute Rue Henry-Monnier) Nr. 2 und später in der Avenue Frochot Nr. 4. Zudem hielten sie sich teilweise auf dem Landsitz Ferme Saint-Siméon in Honfleur auf, wo sie Freunde wie Félix Bracquemond, Félix Buhot, Paul Cézanne, Adolphe-Félix Cals, Jules Chéret, Ernest Cabaner und Norbert Gœneutte trafen. Zum Pariser Freundeskreis gehörten neben Manet auch Alfred Sisley und James McNeill Whistler. Durch Manet bestand zudem eine Verbindung zu Nina de Callias, deren Salon Guérard gelegentlich besuchte. Zudem verkehrte er im Künstlerlokal Café de la Nouvelle Athènes. Seine Frau starb nach der Geburt des Sohnes Jean am 5. Mai 1883  im Wochenbett. 1885 organisierte er eine umfangreiche Retrospektive ihrer Werke, die in den Galerieräumen der Zeitschrift La Vie moderne gezeigt wurde. Zudem erwarb er auf einer Versteigerung im Auktionshaus Hôtel Drouot nahezu ihren gesamten Atelierbestand. 1888 heiratete er die Malerin Jeanne Gonzalès (1856–1924), die Schwester seiner verstorbenen Frau. Guérard unternahm 1893 eine Studienreise nach Venedig und hielt sich 1896 zur Kur in Monte-Carlo auf. Er starb 1897 in Paris.
Wiederholt stand Guérard anderen Künstlern Modell. So erscheint er in Manets Gemälden Au café und Skating, ließ sich von seiner ersten Frau in den Bildern Une loge aux Italiens, Sur le galet und La promenade à âne porträtieren und Norbert Gœneutte, Eugène Béjot, Marcellin Desboutin, Philippe-Auguste Cattelain stellten ihn in ihren grafischen Werken dar.

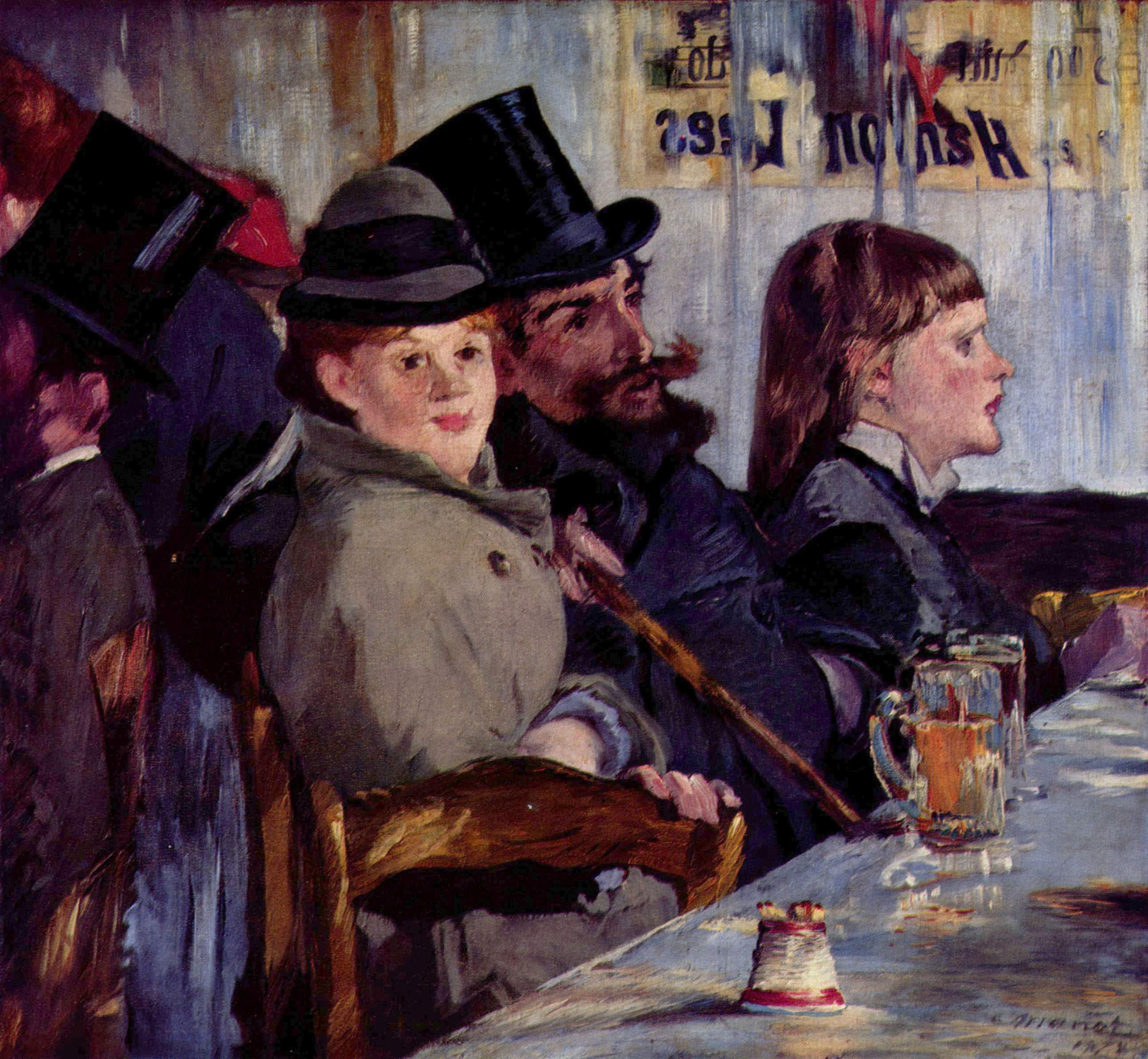
Édouard Manet: Au café, dargestellt sind im Zentrum die Schauspielerin Ellen Andrée und Henri Guérard
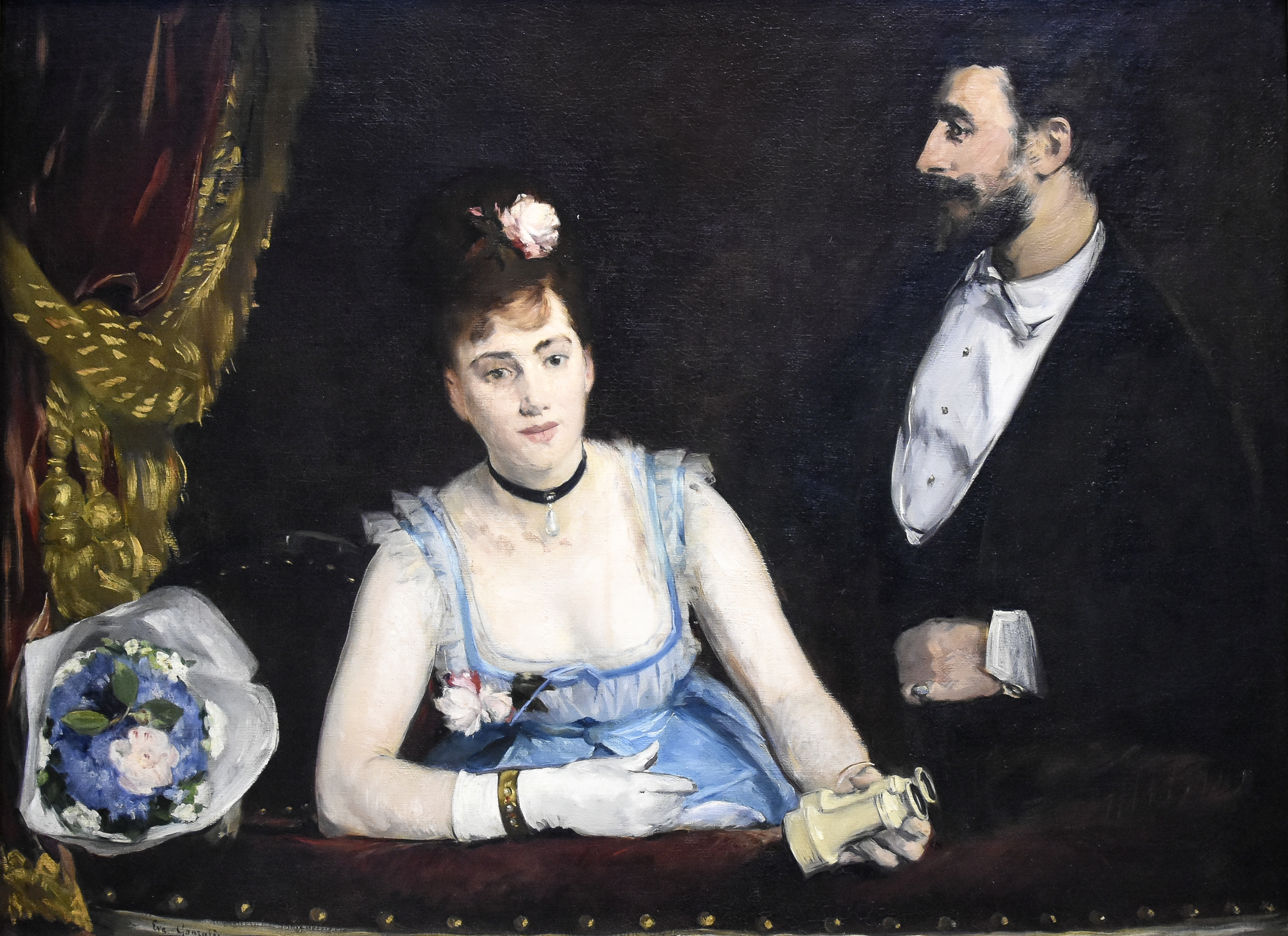
Eva Gonzalès: Une loge aux Italiens, dargestellt sind Jeanne Gonzalès und Henri Guérard
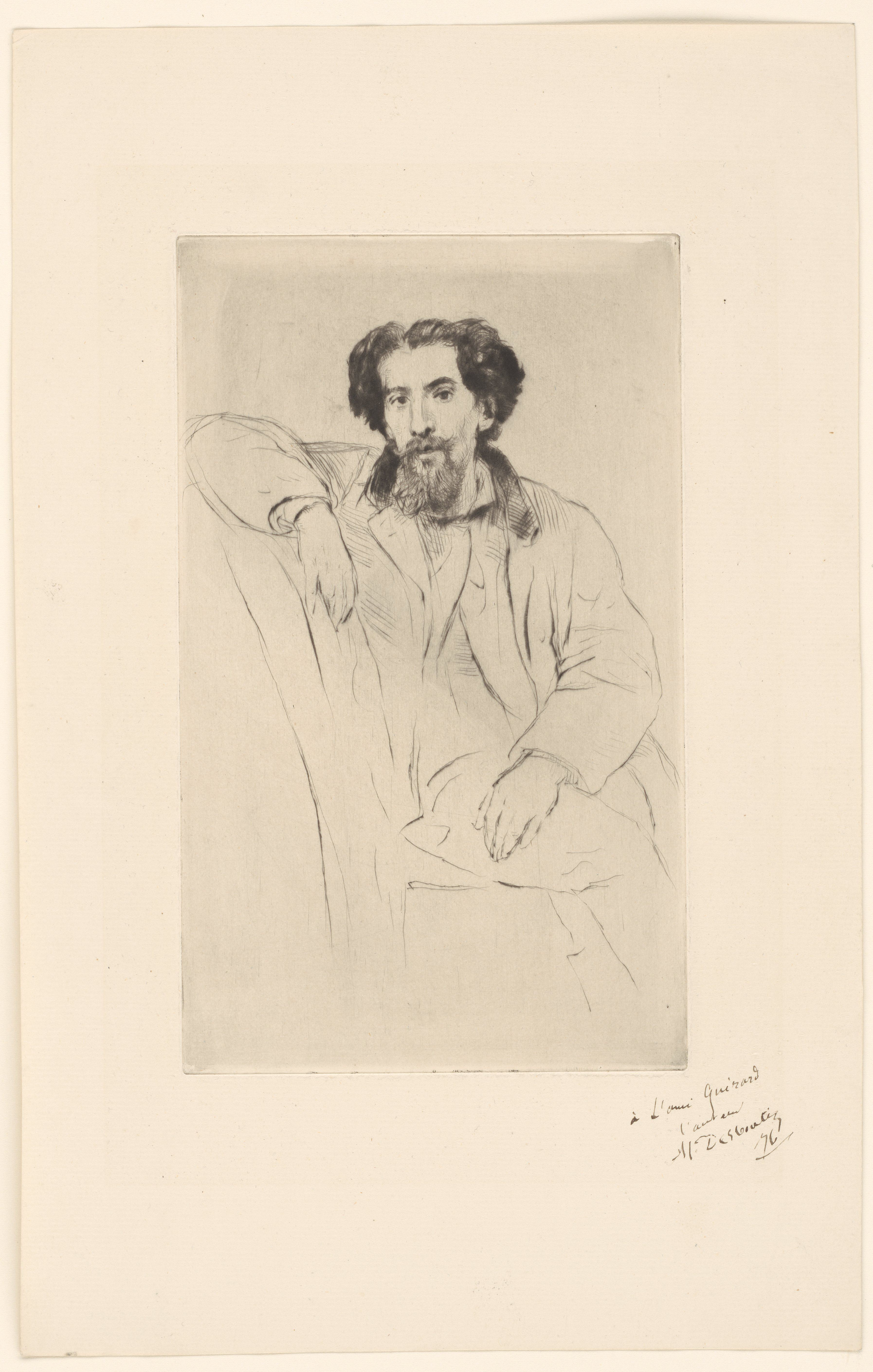
Marcellin Desboutin: Henri Guérard
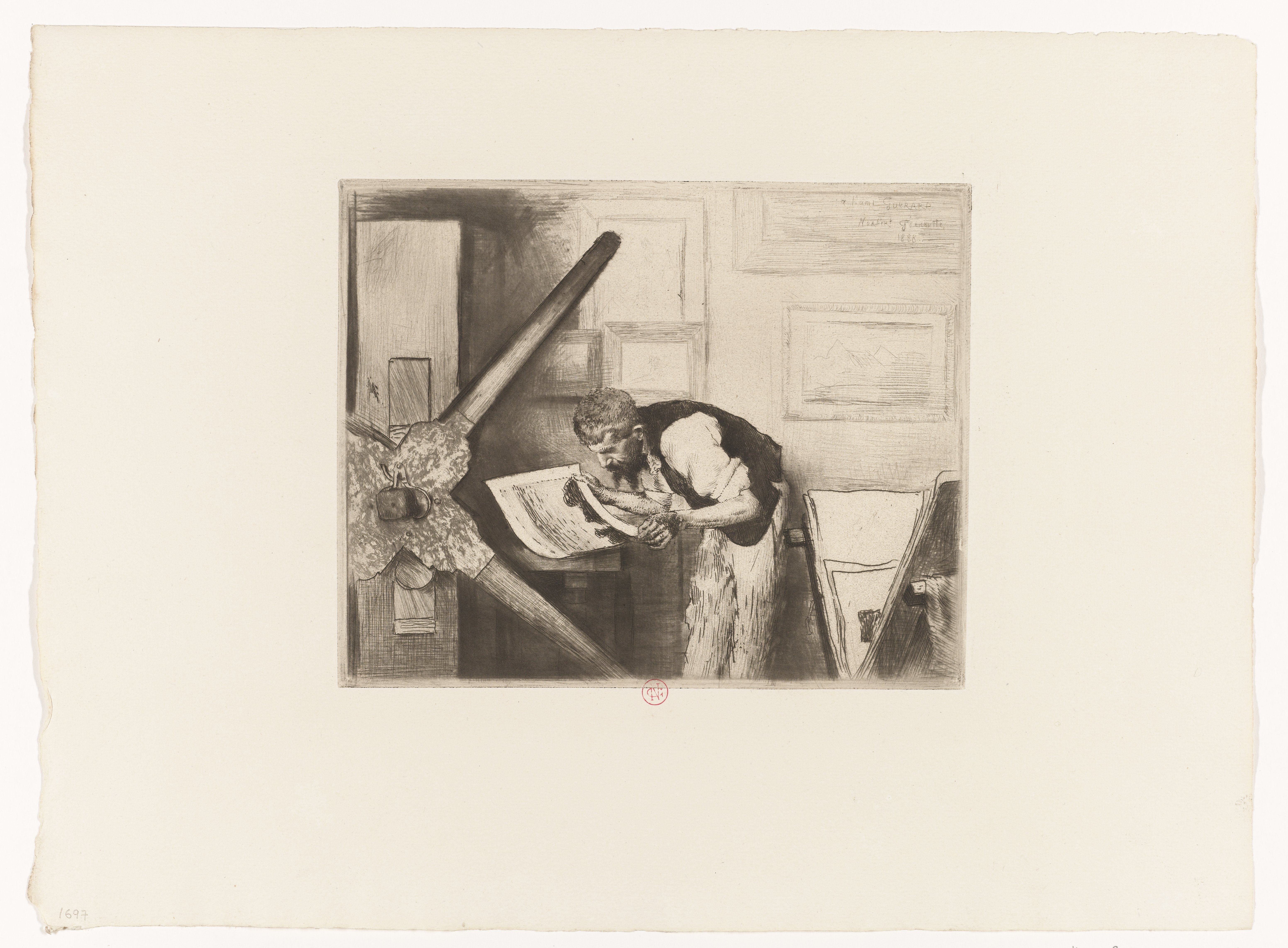
Norbert Goeneutte: Henri Guérard in seinem Atelier

## Werk
Als Maler schuf Guérard ein vielfältiges Werk mit Genrebilder, Marinestücken, Blumenstillleben und Stadtansichten. Seine Ansicht von Honfleur befindet sich im Musée Eugène Boudin, das Motiv Le 14 juillet sur une plage normande; Fête nationale gehört zur Sammlung des Château-musée de Dieppe. Bekannt ist Guérard vor allem aber für seine grafischen Arbeiten, darunter Tierdarstellungen, Porträts von zeitgenössischen Literaten und Künstlern sowie Darstellungen von Charaktertypen und makabren Phantasien. Dabei probierte er eine Reihe von Techniken wie Aquatinta, Weichgrundätzung, Kaltnadelradierung und ab 1885 auch die Farbradierung aus. Hinzu kamen Arbeiten in Schabtechnik, Lithografien, Monotypien, Holzschnitte, Holzstiche und Brandmalerei. Teilweise kombinierte er verschiedene Techniken. Seine Arbeiten druckte er selbst und experimentierte bei den Abzügen, wobei er beim Schwärzen ein besonderes Verfahren entwickelte. Sein grafisches Werk umfasst rund 700 Blätter, darunter 498 Radierungen. In seinen eigenen Entwürfen findet sich wiederholt der Einfluss asiatischer Kunst. Darüber hinaus entwarf er Plakate, Menukarten und Kalender, bemalte Fächerblätter, gestaltete Medaillen und schuf Türbeschläge in Zinn.
Für die 1873 von Richard Lesclide und Frédéric Régamey begründete Wochenzeitschrift Paris à l’eau-forte steuerte Guérard Illustrationen nach Werken von Künstlern wie Rembrandt van Rijn oder Ernest Meissonier bei und schrieb darüber hinaus auch Kritiken zum Salon de Paris. Für seinen Schwiegervater, den Schriftsteller Emmanuel Gonzalès, illustrierte er 1881 dessen Werk Les Caravanes de Scaramouche. Weiterhin illustrierte er die Bücher Les chatiments und Napoleon le Petit von Victor Hugo, Les Cloches (The Bells) von Edgar Allan Poe, Les Va-nu-pieds von Léon Cladel und Courier von Paul-Louis Courier. Seit 1881 arbeitete er für die renommierte Kunstzeitschrift  Gazette des Beaux-Arts, für die er verschiedene grafische Arbeiten wie Lithografien, Zinkätzungen und teilweise auch Originalradierungen anfertigte. Hierzu gehörten beispielsweise Illustrationen zu Skulpturen oder zu kunsthandwerklichen Objekten in Museen und Privatsammlungen. Weiterhin arbeitete er für die Zeitschriften L’Art Moderne, Gonse’s L’Art japonais, L'Art gothique und Paléologue's L'Art chinois und die Revue Encyclopédique. Im April 1883 veröffentlichte er zusammen mit Edmond Sagot das Grafikalbum Japonisme. Darüber hinaus schuf er Kopien nach Werken von Diego Velázquez, Frans Hals, Jean Siméon Chardin und Jean-Baptiste Camille Corot. Zudem fertigte er Grafiken nach Vorlage von Eugène Carrière, Whistler und Manet. Zusammen mit Bracquemond gründete er 1889 die Société des peintres-graveurs français. Aus dem Nachlass übergab der Sohn Jean der Bibliothèque nationale de France eine umfangreiche Sammlung der grafischen Arbeiten von Henri Guérard.

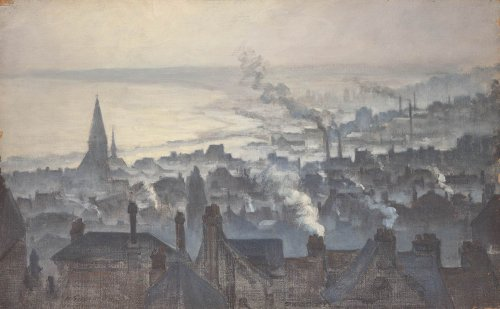
Henri Guérard: Honfleur
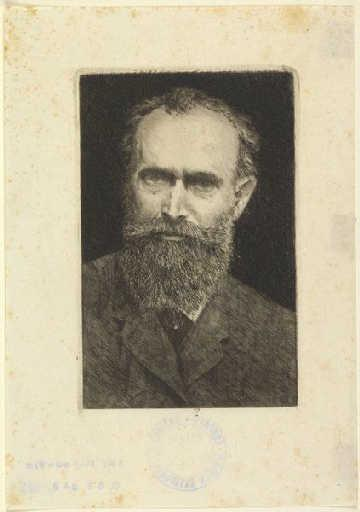
Henri Guérard: Portrait Édouard Manet
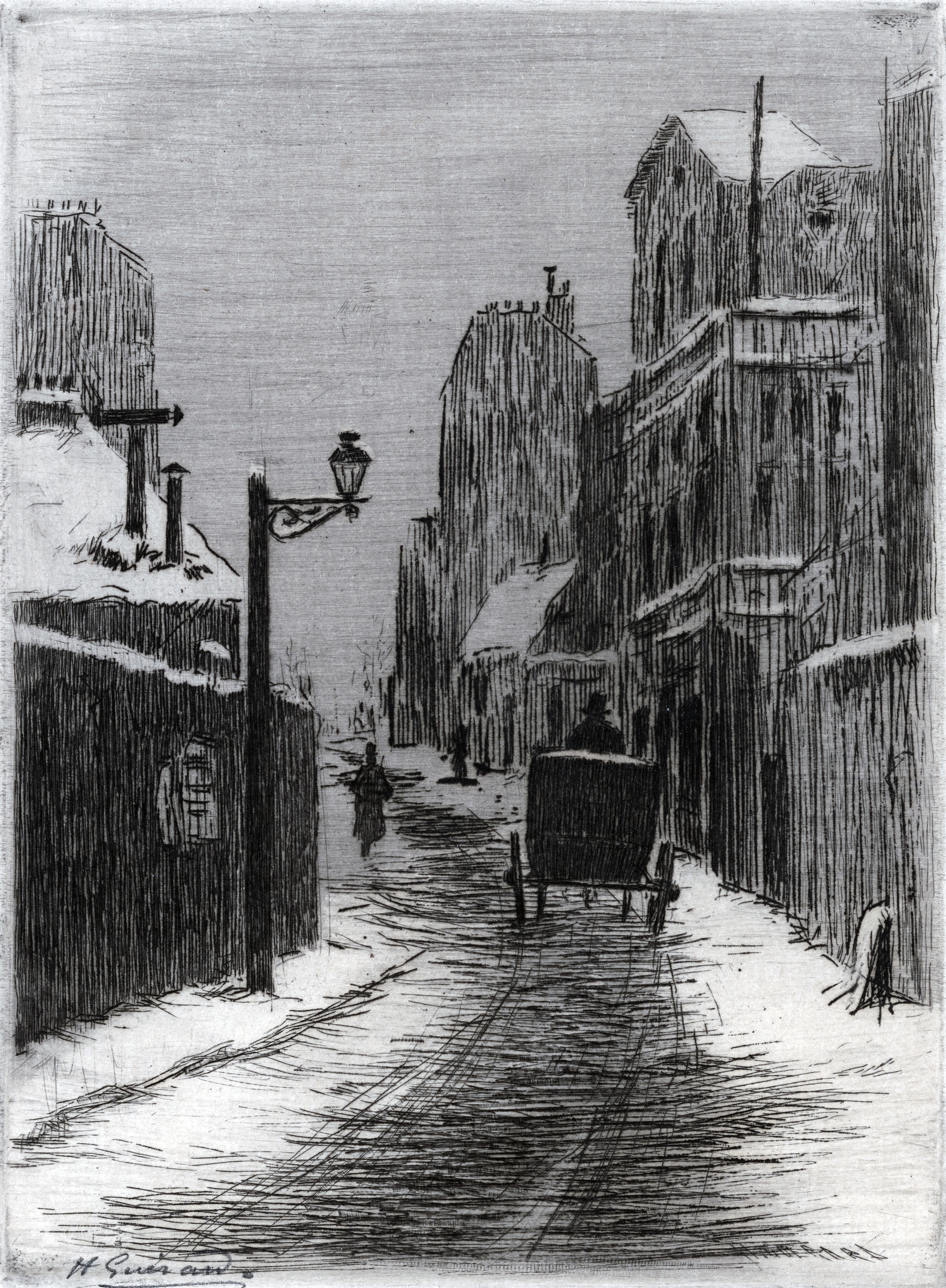
Henri Guérard: La rue Chevert
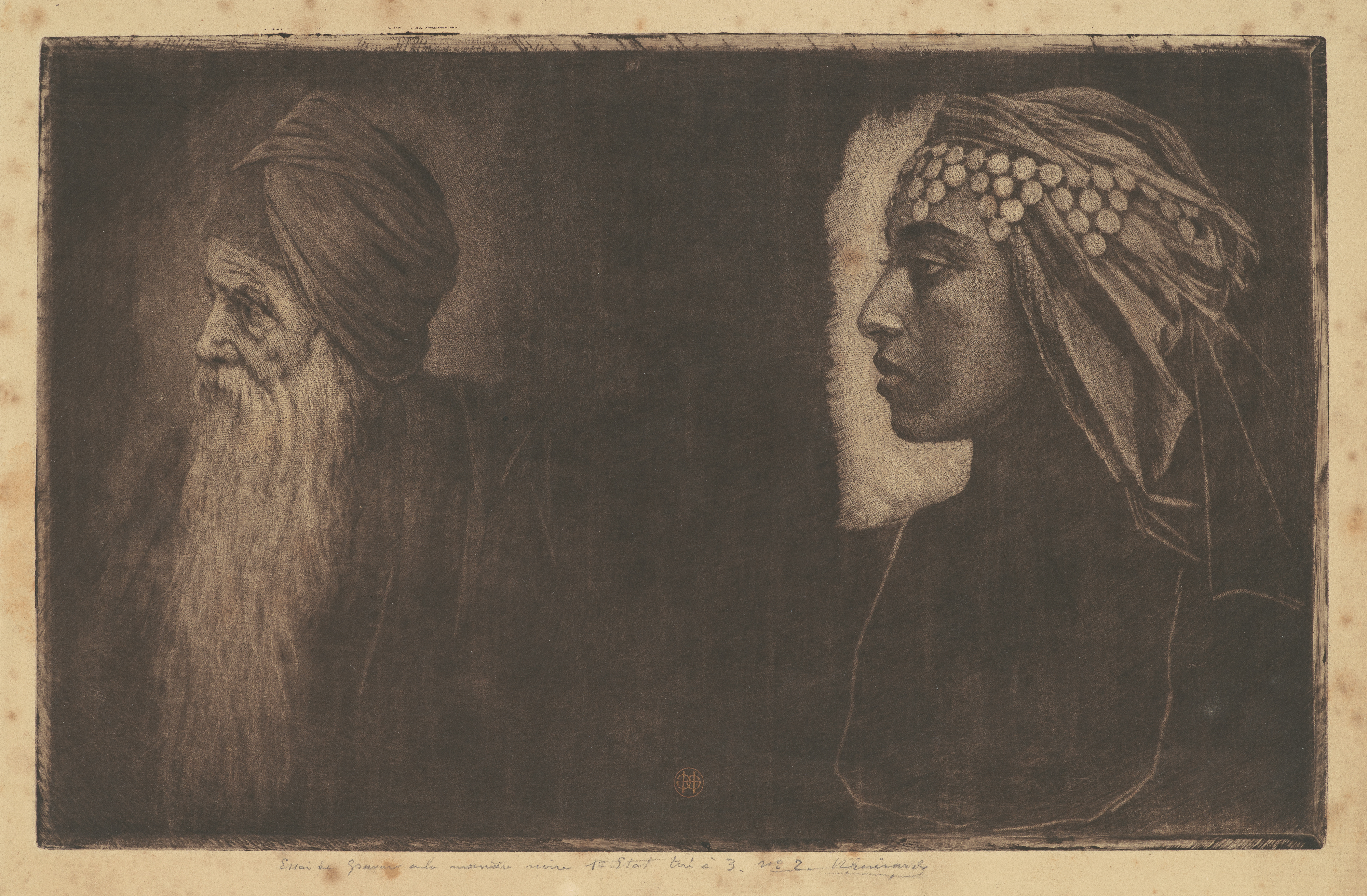
Henri Guérard: Salomon and Cleopatra
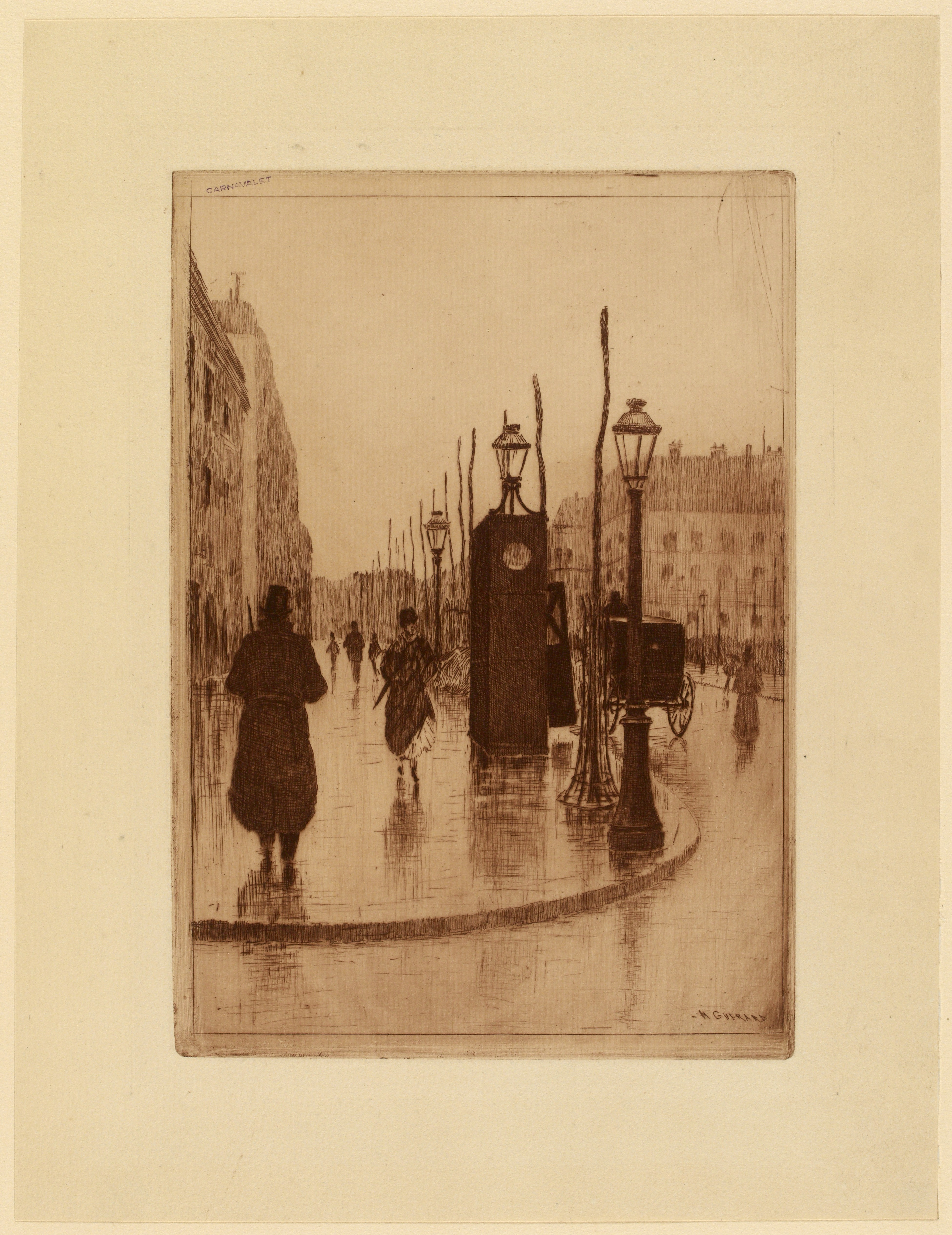
Henri Guérard: Avenue Trudaine
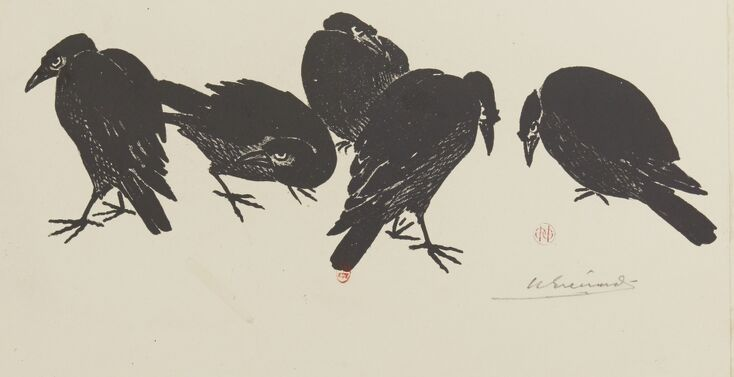
Henri Guérard: Cinq corbeaux

## Ausstellungen
Guérard beteiligte sich an zahlreichen Ausstellungen. Ab 1870 zeigte er Werke im Salon de Paris, ab 1881 im Salon des artistes français und ab 1890 im Salon der Société nationale. Zudem stellte er mehrfach in den Pariser Galerien La Vie Moderne, Bernheim-Jeune, La Bodinière und Durand-Ruel aus und zeigte Werke im Salon de la Société des Amis des Arts in Nantes. Auf der Pariser Weltausstellung 1889 erhielt er eine Bronzemedaille. Darüber hinaus beteiligte er sich an der World’s Columbian Exposition 1893 in Chicago und zeigte Werke in der Association pour l’Art in Antwerpen, 1895 in der Exposition d’art appliqué in Lüttich und stellte 1896 in den American Art Galleries in New York aus.

## Auszeichnungen
- 1893 Ritter der Ehrenlegion[2]